# Xã Marshfield, Quận Webster, Missouri
Xã Marshfield (tiếng Anh: Marshfield Township) là một xã thuộc quận Webster, tiểu bang Missouri, Hoa Kỳ. Năm 2010, dân số của xã này là 7.024 người.